# Saint-Hippolyte, Indre-et-Loire
Saint-Hippolyte är en kommun i departementet Indre-et-Loire i regionen Centre-Val de Loire i de centrala delarna av Frankrike. Kommunen ligger i kantonen Loches som tillhör arrondissementet Loches. År 2022 hade Saint-Hippolyte 620 invånare.

## Befolkningsutveckling
Antalet invånare i kommunen Saint-Hippolyte
Referens:INSEE